# Novák Sándor (tanár, 1851–1917)
Novák Sándor (Kiszucaújhely, 1851. május 3. – Pöstyén, 1917. május 28.) felső-kereskedelmi iskolai tanár.

## Életútja
Novák József kereskedő és Jachimovits Rebeka fia. Tizenegy éves korában, egyik hliniki rokonának üzletében inasként töltött egy évet, azonban gyakran töltötte munkaidejét olvasgatással, ezért ott kellett hagynia az üzletet. Szegény családból származott, így anyagi támogatást sem kaphatott tanulmányaihoz. A fővárosba költözött, s beiratkozott egy főreáliskola német osztályába, mert ekkor még nem beszélt magyarul. Budán nélkülözések mellett végezte el az első két osztályt, mindig jeles eredménnyel. 1866-ban Bécsbe ment és ott folytatta reáliskolát hasonlóan nehéz körülmények között. Tanulmányait azonban megszakította és visszatért Budára, ahol rövid ideig egy kisebb váltóüzletben gyakornokoskodott. Később beiratkozott a Pesti Izraelita Tanítóképzőbe, ahol tanítói oklevelet szerzett. Egy ideig nevelő volt Budapesten. Eközben rendkívüli hallgatóként látogatta a Műegyetemet és így készült a polgári iskolai tanítói vizsgára. 1871-ben letette a képesítő vizsgát a mennyiségtani és természettudományi szakcsoportból. Ezután tanítóként helyezkedett el egy kereskedelmi iskolában. 1872-ben több kereskedő támogatásával magán elemi és polgári iskolát nyitott, amely hamar népszerűvé vált. Az 1873-ban kitört gazdasági válság következtében azonban a tanulók száma annyira lecsökkent, hogy az intézetet be kellett zárni. 
1873-ban nőül vette Eichberg Jennit, Eichberg Adolfnak a nagykanizsai kereskedelmi iskola igazgatójának leányát. Eichbergtől kapta az ösztönzést a kereskedelmi tudományok tanulmányozására. Újból a Műegyetem hallgatója lett. 1874-ben letette a kereskedelmi szaktanári vizsgát kereskedelmi és politikai számtanból, illetve könyvviteltanból. Hamarosan három állást is kapott mint a Budapesti Királyi Törvényszék állandó hites könyv-szakértője, a Budai Kereskedelmi Testület vasárnapi kereskedelmi iskolájának tanára és a Társas Kereskedelmi Iskola tanára. 1882-ben a Budapesti Kereskedelmi Akadémia segédtanárnak választotta. 1883-ban ugyanott a könyvvitel, kereskedelmi és politikai számtan rendes tanára lett. Mint az országos közoktatási tanács külső tagja számos munkát bírált meg. Tagja volt az Országos Közoktatási Tanácsnak és az Országos Tanárvizsgáló Bizottságnak. 
Szakcikkei megjelentek a Polgári Iskola Közlönyben, a Kereskedelmi Akadémia Értesítőiben és a Kereskedelmi Szakoktatásban.

### Családja
Felesége Eichberg Jenni, Eugénia (1854–1941) volt, Eichberg Adolf és Lichtenstein Sarolta lánya. 1887. november 1-jén kikeresztelkedtek a római katolikus vallásra.
Gyermekei:
- Novák Margit (1875–1940). Férje Marton Gyula Géza (1857–?) mérnök
- Novák Tivadar (1876–1953) mérnök. Felesége Tiller Lívia (1889–?)
- Novák Ernő (1879–1942) ügyészségi alelnök
- Novák Imre (1882–1961). Felesége Ringer Margit Erzsébet (1892–1928)
- Novák Sándor (1884–?) kereskedelmi akadémiai tanár. Felesége Körber Alojzia Anna (1885–1970)
- Novák András (1887–1962) főiskolai tanár. Első felesége Horváth Margit Mária, második Ringer Márta Julianna.

## Munkái
- Az egyszerű és kettős könyvvitel tankönyve iparosok, kiskereskedők és gyárosok számára, úgyszintén a gyakorlati pályára készülők öntanulására és iskolai használatra.
  - I. rész: Az egyszerű könyvvitel. Budapest, 1877. 2. javított kiadás. Budapest, 1885
  - II. rész. A kettős könyvvitel. Budapest, 1877. Karner után teljesen átdolgozta. Karner-Novák Kereskedelmi tankönyvei. 2. kiadás. Teljesen átdolgozta Trautmann Henrik. Budapest, 1898. Ugyanez németül. Budapest, 1877
- Kereskedelmi számtan. Kereskedelmi, polgári s ipartanodák számára, valamint magántanulásra. I. rész. Budapest, 1877
- Feladatok a kereskedelmi számtanhoz a kereskedelmi középtanodák, közép- és felsőosztályok számára, különös tekintettel a budapesti kereskedelmi akadémia tantervére. Első fele. Budapest, 1885
- Az egyszerű és kettős könyvvitel tankönyve. Kereskedelmi középiskolák és akadémiák használatára, valamint magántanulmányozásra. Budapest, 1890
- Könyvviteltan reáliskolák számára. Egyszerű könyvvitel, alkalmazva kereskedelmi és ipari üzletekre. A vallás- és közoktatásügyi m. kir. minisztérium megbízásából és utasítása szerint. Budapest, 1891